# Tringa (Mali)
Tringa è un comune rurale del Mali facente parte del circondario di Yélimané, nella regione di Kayes.
Il comune è composto da 4 nuclei abitati:
- Diakoné
- Dialaka
- Lambatara
- Maréna (centro principale)